# Panagar
Panagar (o Panagar Bazar, Panagara) è una suddivisione dell'India, classificata come municipality, di 25.143 abitanti, situata nel distretto di Jabalpur, nello stato federato del Madhya Pradesh. In base al numero di abitanti la città rientra nella classe III (da 20.000 a 49.999 persone).

## Geografia fisica
La città è situata a 23° 18' 0 N e 79° 58' 60 E e ha un'altitudine di 376 m s.l.m..

## Società

### Evoluzione demografica
Al censimento del 2001 la popolazione di Panagar assommava a 25.143 persone, delle quali 13.086 maschi e 12.057 femmine. I bambini di età inferiore o uguale ai sei anni assommavano a 3.621, dei quali 1.825 maschi e 1.796 femmine. Infine, coloro che erano in grado di saper almeno leggere e scrivere erano 16.996, dei quali 9.764 maschi e 7.232 femmine.